# Ceraphron splendens
Ceraphron splendens  (лат.) — вид наездников рода Ceraphron из семейства Ceraphronidae. Россия: Хабаровский край. Тело мелкое (1,4—1,5 мм); членики булавы усиков и голова — чёрные, грудь и брюшко — тёмно-коричневые (ноги светлее: желтовато-бурые). Метаплевры и мезоплевры отчётливо разделены бороздкой. Булава усиков 3-члениковая. Паразитоиды насекомых.